# Dekanat muranowski
Dekanat muranowski – były dekanat archidiecezji warszawskiej wchodzącej w skład metropolii warszawskiej.
Decyzją kardynała Kazimierza Nycza z 1 grudnia 2012 roku dekanat muranowski został zlikwidowany.
Przed likwidacją w skład dekanatu wchodziło 6 parafii:
- Parafia Narodzenia Najświętszej Maryi Panny na Lesznie – na Lesznie
- Parafia św. Andrzeja Apostoła na Mirowie – na Mirowie
- Parafia św. Antoniego z Padwy w Warszawie – na Muranowie
- Parafia św. Augustyna na Muranowie – na Muranowie
- Parafia Miłosierdzia Bożego i św. Faustyny na Muranowie – na Muranowie
- Parafia św. Karola Boromeusza na Powązkach – na Powązkach